# 비츠로테크
주식회사 비츠로테크(영어: Vitzro Tech)는 대한민국의 전력 및 에너지 솔루션 기업으로, 국제핵융합실험로(ITER)의 '진단장치 보호용 1차벽' 제작 사업자이다.

## 그룹사
- 비츠로ES
- 비츠로EM
- 비츠로VEM
- 비츠로넥스텍
- 비츠로셀
- 비츠로밀텍